# Ткачёв, Григорий Игнатьевич
Григорий Игнатьевич Ткачёв — советский хозяйственный деятель, Герой Социалистического Труда.

## Биография
Родился в 1925 году в посёлке Ольшана. Член КПСС.
Участник Великой Отечественной войны: рядовой 465-го отдельного батальона связи 34-го стрелкового корпуса 57-й армии
В 1946—1958 — механизатор Двуречанской машинно-тракторной станции.
В 1958—1985 — комбайнёр колхоза имени Дзержинского Двуречанского района Харьковской области Украинской ССР.
Указом Президиума Верховного Совета СССР от 8 апреля 1971 года присвоено звание Героя Социалистического Труда с вручением ордена Ленина и золотой медали «Серп и Молот».
Почетный гражданин Двуречанского района Харьковской области.
Умер после 1990 года в Харьковской области Украины.

## Награды и звания
- Герой Социалистического Труда (08.04.1971)
- Орден Ленина (23.06.1966, 08.04.1971)
- Орден Отечественной войны II степени (06.04.1985, 25.04.1990)
- Орден Знак Почёта (06.03.1981)